# Museo Maricel
El Museo Maricel es un museo ubicado en el centro de Sitges (España), al lado del Palacio Maricel, concretamente en la Calle Fonollar, en primera línea de mar. Permaneció cerrado al público por obras y reabrió sus puertas en diciembre de 2014. El Museo está integrado en la Red de Museos Locales de la Diputación de Barcelona.

## Colecciones
En 1969 la Diputación de Barcelona compró el edificio de Maricel de Mar con el objetivo de instalar en él la heterogénea colección del doctor Jesús Pérez-Rosales (Manila,1896-Barcelona, 1989), reputado ginecólogo y apasionado coleccionista, al cabo de un año se inauguró oficialmente el nuevo Museo Maricel. Formada por más de tres mil piezas de la más diversa procedencia, la colección incluye murales románicos (como el Pantocrátor de Santa María de Cap d'Aran, datado en el siglo XII), ejemplares de pintura gótica sobre tabla (entre ellos, dos piezas del retablo de la iglesia de Sant Pere de Cubells, obrador por Pere Serra), tallas y retablos renacentistas, esculturas modernistas y noucentistes de Josep Llimona (Desconsuelo), Enric Clarasó (Cabeza de niño llorando), Joan Rebull (Descanso, Aurora o Gitanilla), Josep Clarà, Josep Cañas o Pablo Gargallo (La segadora), seis plafones en tela de Josep Maria Sert alegóricos de la Primera Guerra Mundial, así como numerosos cuadros, muebles, piezas de orfebrería litúrgica, cerámicas y porcelanas.

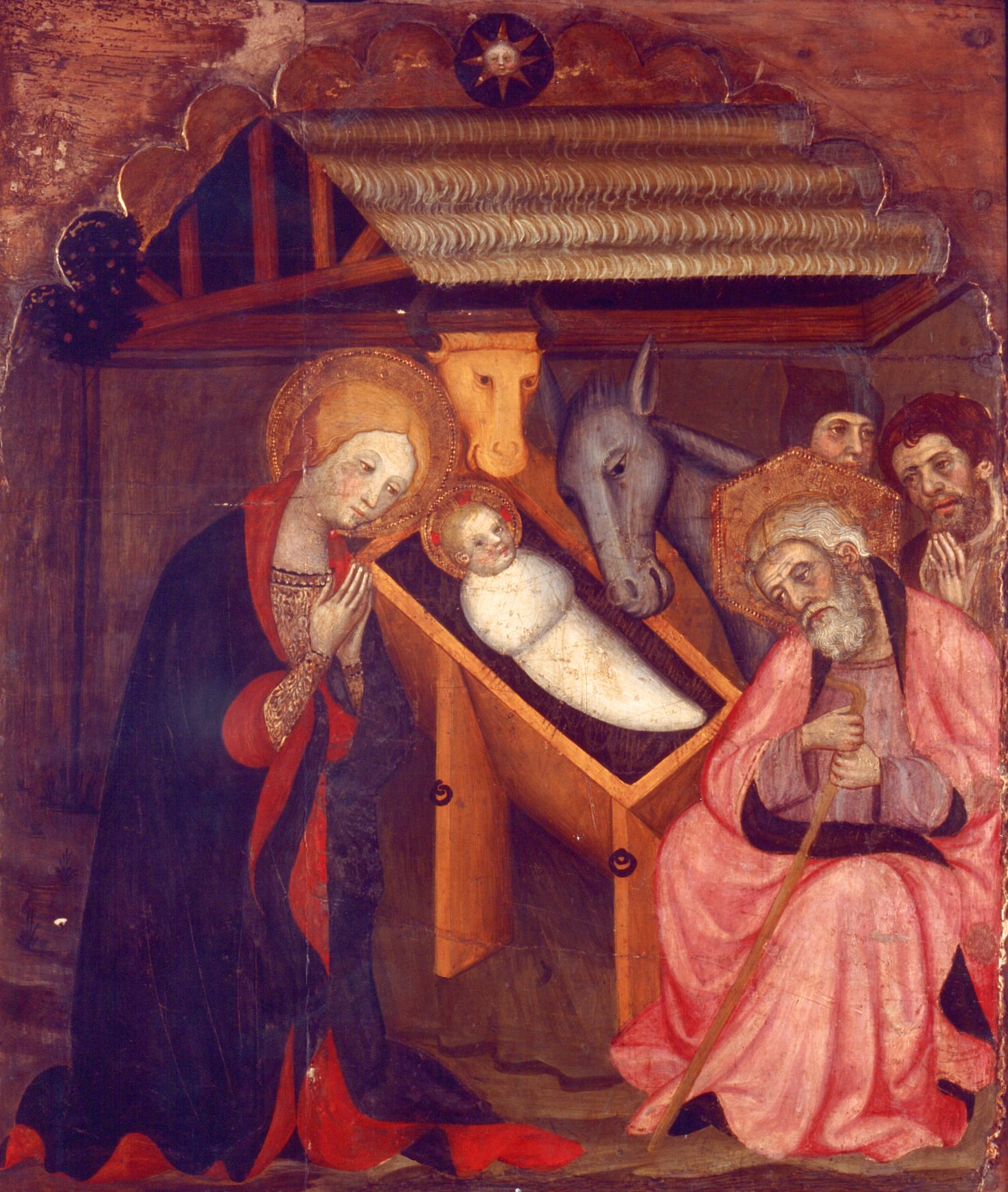
Pere Serra. Tabla de la Natividad, procedente de un retablo de la iglesia de Sant Pere de Cubells, c. 1400

Desde 1995 el Museo Maricel alberga también la Colección de Arte de la villa de Sitges, que ocupa varias salas del segundo piso. En ellas se pueden ver unas cincuenta obras de artistas sitgetanos de los siglos XIX y XX y de otros que estuvieron muy vinculados a la villa en este mismo período. Este fondo de arte permite al visitante efectuar un sugerente recorrido por las dos últimas centurias de la pintura catalana, desde Joaquim Espalter (nacido en Sitges en 1809) hasta Pere Pruna (que pasó aquí largas temporadas durante los años 1940 y 1950).

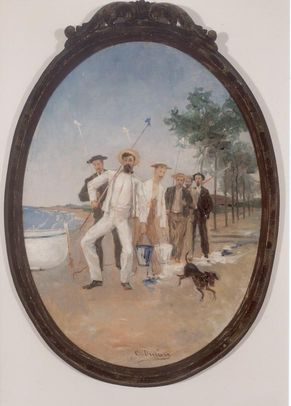
Càndid Duran. Los Pintamones, 1895.

La Escuela Luminista de Sitges, que sirvió de puente entre Mariano Fortuny y los modernistas, está representada profusamente, con piezas de Felip Masó (entre las cuales, la emblemática Procesión de san Bartolomé), Joaquim de Miró (La recolección de la malvasía), Josep Batlle i Amell, Arcadio Mas (La procesión de Corpus en Sitges), Juan Roig y Soler y Antoni Almirall. También se hallan varias obras de Santiago Rusiñol entre las que destacan Atardecer, pintado en Biniaraix (Mallorca), y los retratos de los sitgetanos Salvador Robert, Pere Forment y Lluís Magrans. Es de Ramón Casas el excepcional Retrato de Charles Deering, el personaje que a comienzos del siglo XX promovió la construcción del conjunto de Maricel.
La La Maternitat del sitgetano Joaquim Sunyer abre la sala dedicada al Noucentisme, en la que también se pueden ver lienzos y dibujos de Agustí Ferrer Pino, Josep Vidal y Josep M. Llopis de Casades, entre otros. La muestra se completa con piezas de Artur Carbonell (Niña enlutada), Guillem Bergnes (Rocas de Sant Sebastià), Alfred Sisquella y el ya mencionado Pere Pruna.
Anexa a la Colección de Arte de la villa de Sitges se encuentra la Colección de Marinería de Emerencià Roig i Raventós (Sitges, 1881- Barcelona, 1935), donada por su hermano al Ayuntamiento de Sitges. Roig fue un importante especialista en temas marítimos y autor de libros como La pesca a Catalunya (1926), La marina catalan del vuit-cents (1929) y Sitges dels nostres avis (1934). La colección está formada por un variado conjunto de maquetas y miniaturas de barcos, dibujos y grabados, mapas, instrumentos náuticos (sectantes, brújulas, etc.) y arreos de pesca (nasas, palangres, anzuelos, agujas para reparar redes, etc.), que antiguamente utilizaban los pescadores a lo largo del litoral catalán.

## Obras relevantes
- Joaquim Sunyer - Maternitat
- Santiago Rusiñol - Tirano, En Pere Cuca y Malavida
- Pere Serra - Naixement de Jesús
- Josep Llimona - Desconsol